# Žaga Rog
Rog  je poimenovanje za lokacijo v Kočevskem Rogu, kjer je med leti 1894 in 1914 deloval največji lesno predelovalni obrat na  Kočevskem.

## Zgodovina
Leta 1894 so knezi Auerspergi, lastniki tukajšnjih gozdov, na sedlu roškega grebena, na lokaciji z nemškim imenom Schleichenbrun, začeli graditi parno žago. Lokacija je bila primerna za tovrstno gospodarsko dejavnost, saj je še danes v osrčju obsežnih roških gozdov, vendar ni imela prometne povezave z železniškim omrežjem. 

### Opis nekdanje žage
Vse osnovne objekte in stroje za delovanje žage so postavili oziroma zgradili takoj, le manjše dopolnitve so nastale kasneje. V obratu za razrez lesa je delovalo 13 polnojermenikov in 17 krožnih žag. Vse je poganjal parni stroj z močjo 250 KS, preko 63 metrov dolge osi.
Na žagi so ves čas njenega delovanja razžagovali predvsem bukovino, le v njenem zadnjem obdobju so razžagovali v deske tudi iglavce. Izkoristek lesa je bil slab in odpadka veliko. Glavni proizvod so bile večinoma tavalete, tj. deščice za zabojčke, ki so jih izvažali v Italijo, Španijo in drugam. Proizvode so z vozovi vozili na železnico v Straži in nekaj časa tudi v Kočevje. Letno je žaga v povprečju predelala 20.000 m3 lesa, na njej pa je bilo zaposlenih okoli 200 delavcev. Knez Auersperg je žago dajal v najem raznim podjetnikom. Vsega skupaj se je na žagi zamenjalo pet najemnikov. Za oskrbo žage z vodo so zgradili tudi dva velika zbiralnika za deževnico, ohranjena sta še danes, v katera se je stekala voda s streh vseh poslopij.
Žaga v obdobju od 1914 do 1922 ni delovala. Leta 1922 so jo obnovili in je s presledki delovala do spomladi 1932, ko so jo dokončno opustili. Stroje so prodali za staro železo, lesene stavbe pa požgali. Večina zidanih stavb je bilo uničenih med drugo svetovno vojno. Po vojni so ruševine zmleli v gramoz in ga uporabili za vzdrževanje gozdnih cest.

### Gozdna železnica
Za potrebe žage so lastniki postopoma zgradili mrežo prog gozdne železnice, katere dolžina je ob koncu gradnje znašala 35 kilometrov. Hkrati pa so začeli tudi z izgradnjo gozdnih cest.

## Danes
Na lokaciji Rog je danes obsežna jasa, ki je postala zanimiva izletniška točka. Po sredini jase poteka gozdna cesta, ki povezuje Kočevje in Dolenjske Toplice. Ohranjenih in delno obnovljenih je nekaj poslopij, ki so včasih služili kot hlevi. Ob poti je na novo postavljena replika nekdanjega keltskega pastirskega bivališča, v katerem so panoji, ki opisujejo Kočevski Rog.

## Skavtski okoljski center Kočevski Rog
V edini ohranjeni večji stavbi, v lasti gozdne uprave, danes deluje Skavtski okoljski center Kočevski Rog.